# Правительство Молдовы
Правительство Республики Молдова (рум. Guvernul Republicii Moldova) — орган исполнительной власти Республики Молдова, обеспечивает проведение внутренней и внешней политики государства и осуществляет общее руководство публичным управлением.

## Правительство согласно конституции Молдовы

### Роль
1. Правительство обеспечивает проведение внутренней и внешней политики государства и осуществляет общее руководство публичным управлением.
2. При осуществлении своих полномочий правительство руководствуется программой деятельности, одобренной парламентом.

### Структура
Правительство состоит из премьер-министра, первого заместителя и заместителей премьер-министра, министров и других членов, определённых органическим законом.

### Инвеститура
1. После консультаций с парламентскими фракциями президент Республики Молдова выдвигает кандидатуру на должность премьер-министра. [Часть 1 ст. 98 в редакции Закона № 1115-XIV от 05.07.2000]
2. В 15-дневный срок после выдвижения кандидат на должность премьер-министра просит парламент выразить вотум доверия программе деятельности и всему составу Правительства.
3. Программа деятельности и состав правительства обсуждаются на заседании парламента. Парламент выражает вотум доверия правительству большинством голосов избранных депутатов. [Часть 3 ст. 98 дополнена Законом № 1115-XIV от 05.07.2000]
4. На основании вотума доверия, выраженного парламентом, президент Республики Молдова назначает правительство. [Часть 4 ст. 98 введена Законом № 1115-XIV от 05.07.2000]
5. Правительство осуществляет свои полномочия со дня принесения присяги его членами перед президентом Республики Молдова.
6. В случае необходимости кадровых перестановок или вакансии должностей в правительстве президент Республики Молдова по предложению премьер-министра освобождает от должности и назначает отдельных членов Правительства. [Часть 6 ст. 98 введена Законом № 1115-XIV от 05.07.2000]

### Несовместимость
1. Должность члена правительства несовместима с какой-либо другой оплачиваемой должностью.
2. Иные условия несовместимости устанавливаются органическим законом.

### Прекращение полномочий члена Правительства
Полномочия члена правительства прекращаются в случае отставки, освобождения от должности, несовместимости должностей или смерти.

### Премьер-министр
1. Премьер-министр руководит правительством и координирует деятельность его членов, уважая предоставленные им полномочия. [Часть 1 ст. 101 изменена Законом № 1115-XIV от 05.07.2000]
2. Если премьер-министр находится в одном из положений, предусмотренных статьёй 100, либо не в состоянии исполнять свои обязанности, президент Республики Молдова назначает кого-либо из членов Правительства временно исполняющим обязанности премьер-министра до сформирования нового Правительства. В случае невозможности исполнения премьер-министром своих обязанностей либо в случае его смерти президент Республики Молдова назначает одного из членов правительства временно исполняющим обязанности премьер-министра до формирования нового правительства. [Часть 2 ст. 101 изменена Законом № 1115-XIV от 05.07.2000]
3. В случае отставки премьер-министра уходит в отставку всё правительство.

### Акты Правительства
1. Правительство принимает постановления, ордонансы и распоряжения.
2. Постановления принимаются для организации исполнения законов.
3. Ордонансы издаются в соответствии со статьёй 1061.
4. Принятые Правительством постановления и ордонансы подписываются премьер-министром, контрассигнуются министрами, в обязанности которых входит их исполнение, и публикуются в Официальном мониторе Республики Молдова. Неопубликование постановления или ордонанса влечёт его недействительность.
5. Распоряжения издаются премьер-министром для организации внутренней деятельности Правительства. [Ст. 102 в редакции Закона № 1115-XIV от 05.07.2000]

### Прекращение полномочий
1. Правительство осуществляет свои полномочия до признания действительными выборов нового Парламента.
2. В случае выражения Парламентом вотума недоверия Правительству, отставки премьер-министра или в случае, предусмотренном частью (1), Правительство до принесения присяги членами нового Правительства исполняет только функции управления общественными делами.

## Министерства
- Госканцелярия правительства Молдовы.[1]

| Министерства | Органы центрального публичного управления |
| --- | --- |
| - Министерство экономического развития и цифровизации - Министерство финансов - Министерство юстиции - Министерство внутренних дел - Министерство иностранных дел - Министерство обороны - Министерство сельского хозяйства и пищевой промышленности - Министерство образования и исследований - Министерство здравоохранения - Министерство культуры - Министерство инфраструктуры и регионального развития - Министерство труда и социальной защиты - Министерство окружающей среды - Министерство энергетики | - Национальное бюро статистики - Агентство Земельных Отношений и Кадастра Архивная копия от 7 апреля 2012 на Wayback Machine - Бюро Межэтнических Отношений Архивная копия от 13 апреля 2012 на Wayback Machine - Агентство Moldsilva Архивная копия от 17 апреля 2012 на Wayback Machine |

## Действующий состав правительства
По инициативе Речана было создано министерство энергетики, которое возглавил Виктор Парликов. Были назначены новые министры инфраструктуры и регионального развития, министр финансов и министр юстиции; ликвидирована должность вице-премьер-министра по цифровому развитию путём присоединения к министерству экономики с образованием министерства экономического развития и цифровизации во главе с прежним министром экономики, повышенным до статуса вице-премьер-министра; министр сельского хозяйства и пищевой промышленности повышен до статуса вице-премьер-министра; министр инфраструктуры и регионального развития понижен до статуса министра; остальные члены предыдущего правительства Гаврилицы остались на своих должностях.
| Должность                                            | Имя                       | Партия       | Дата назначения  | Дата освобождения |
| ---------------------------------------------------- | ------------------------- | ------------ | ---------------- | ----------------- |
| Премьер-министр                                      | Дорин Речан               | Беспартийный | 16 февраля 2023  |                   |
| Вице-премьер-министры                                |                           |              |                  |                   |
| Вице-премьер министр                                 | Николай Попеску           | Беспартийный | 16 февраля 2023  | 29 января 2024    |
| Вице-премьер министр                                 | Михаил Попшой             | ПДС          | 29 января 2024   |                   |
| Вице-премьер-министр                                 | Владимир Боля             | ПДС          | 16 февраля 2023  |                   |
| Вице-премьер-министр                                 | Дмитрий Алайба            | ПДС          | 16 февраля 2023  | 14 марта 2025     |
| Вице-премьер-министр                                 | Дойна Нистор              | Беспартийная | 14 марта 2025    |                   |
| Вице-премьер-министр по европейской интеграции       | Кристина Герасимова       | Беспартийная | 5 февраля 2024   |                   |
| Вице-премьер-министр по реинтеграции                 | Олег Серебрян             | Беспартийный | 16 февраля 2023  | 30 июня 2025      |
| Министры                                             |                           |              |                  |                   |
| Министр иностранных дел                              | Николай Попеску           | Беспартийный | 16 февраля 2023  | 29 января 2024    |
| Министр иностранных дел                              | Михаил Попшой             | ПДС          | 29 января 2024   |                   |
| Министр экономического развития и цифровизации       | Дмитрий Алайба            | ПДС          | 16 февраля 2023  | 14 марта 2025     |
| Министр экономического развития и цифровизации       | Дойна Нистор              | Беспартийная | 14 марта 2025    |                   |
| Министр финансов                                     | Вероника Сирецяну         | Беспартийная | 16 февраля       | 27 сентября 2023  |
| Министр финансов                                     | Пётр Ротару               | Беспартийный | 28 сентября 2023 | 31 июля 2024      |
| Министр финансов                                     | Виктория Белоус           | Беспартийная | 31 июля 2024     |                   |
| Министр здравоохранения                              | Алла Немеренко            | Беспартийная | 16 февраля 2023  |                   |
| Министр юстиции                                      | Вероника Михайлова-Морару | Беспартийная | 16 февраля 2023  |                   |
| Министр сельского хозяйства и пищевой промышленности | Владимир Боля             | ПДС          | 16 февраля 2023  | 18 ноября 2024    |
| Министр сельского хозяйства и пищевой промышленности | Людмила Катлабуга         | Беспартийная | 19 ноября 2024   |                   |
| Министр внутренних дел                               | Анна Ревенко              | Беспартийная | 16 февраля 2023  | 14 июля 2023      |
| Министр внутренних дел                               | Адриан Ефрос              | Беспартийный | 17 июля 2023     | 18 ноября 2024    |
| Министр внутренних дел                               | Даниела Мисаил-Никитина   | Беспартийная | 19 ноября 2024   |                   |
| Министр обороны                                      | Анатолий Носатый          | Беспартийный | 16 февраля 2023  |                   |
| Министр инфраструктуры и регионального развития      | Лилия Дабижа              | Беспартийная | 16 февраля 2023  | 14 июля 2023      |
| Министр инфраструктуры и регионального развития      | Андрей Спыну              | ПДС          | 17 июля 2023     | 11 ноября 2024    |
| Министр инфраструктуры и регионального развития      | Владимир Боля             | ПДС          | 19 ноября 2024   |                   |
| Министр образования и исследований                   | Анатолий Топалэ           | Беспартийный | 16 февраля 2023  | 14 июля 2023      |
| Министр образования и исследований                   | Дан Перчун                | ПДС          | 17 июля 2023     |                   |
| Министр культуры                                     | Сергей Продан             | Беспартийный | 16 февраля 2023  |                   |
| Министр труда и социальной защиты                    | Алексей Бузу              | Беспартийный | 16 февраля 2023  |                   |
| Министр окружающей среды                             | Родика Иорданова          | Беспартийная | 16 февраля 2023  | 13 марта 2024     |
| Министр окружающей среды                             | Сергей Лазаренку          | ПДС          | 14 марта 2024    |                   |
| Министр энергетики                                   | Виктор Парликов           | Беспартийный | 16 февраля 2023  | 5 декабря 2024    |
| Министр энергетики                                   | Дорин Жунгиету            | Беспартийный | 19 февраля 2025  |                   |
| Члены правительства по должности                     |                           |              |                  |                   |
| Башкан Гагаузии                                      | Ирина Влах                | Беспартийная | 16 февраля 2023  | 19 июля 2023      |
| Башкан Гагаузии                                      | Евгения Гуцул             | Беспартийная | 19 июля 2023     |                   |